# Alucita coffeina
Alucita coffeina là một loài bướm đêm thuộc họ Alucitidae. Loài này có ở Gabon.